# Miquel I Comnè Ducas
Miquel I Comnè Ducas (grec medieval: Μιχαήλ Κομνηνός Δούκας, Mikhaïl Komninós Dukas), esmentat en algunes fonts modernes com a Miquel I Àngel, nom que no feu servir mai, fou el fundador i primer governant del Despotat de l'Epir aproximadament des del 1205 fins al seu assassinat el 1214/1215.
El nou estat en temps del seu fill es coneixeria amb el nom de Despotat de l'Epir, una regió que anteriorment formava part de l'Imperi Romà d'Orient i que, després de la conquesta de Constantinoble pels croats s'esperava que seria una regió governada per la República de Venècia. Ja en època romana d'Orient s'havia mostrat rebel però només li va servir per ser expulsat de l'imperi; aprofitant l'arribada dels croats va tornar a mostrar-se rebel i aquesta vegada va aconseguir la independència desitjada.
Miquel es va enfrontar a Bonifaci I de Montferrat, rei de Tessalònica, es va declarar vassall dels venecians però amb el temps els en va prendre territoris. Amb l'Imperi Llatí es va enfrontar o aliar segons les circumstàncies. També va provar un apropament amb el papat però la seva ànsia d'expansió prenent territoris als venecians van fer que tot quedés en no res. Va ser estimat pels seus súbdits però es va guanyar fama de cruel entre els seus enemics pel tracte que va donar als presoners de guerra.

## Orígens
Miquel era el fill il·legítim del sebastocràtor Joan Ducas. Els seus avis per línia paterna eren: l'almirall Constantí Àngel i Teodora, una filla de l'emperador Aleix I Comnè (r. 1081–1118). L'oncle de Miquel, Andrònic, fou el pare del futur emperador Isaac II Àngel (r. 1185–95 i 1203-04) i d'Aleix III Àngel (r. 1195–1203), els quals eren cosins d'ell.Malgrat aquest parentiu, ell mai va fer servir el cognom Àngel, que alguns historiadors moderns li han atribuït per distingir de la branca principal dels Comnens la dinastia que ell en va crear. En els pocs documents que han sobreviscut, escrits per la seva pròpia mà, i en un parell de segells de plom s'han trobat les següents formes del seu nom: "Miquel Ducas" i "Miquel Comnè Ducas" (en grec Μιχαήλ Κομνηνός ὁ Δούκας), evidentment pretenia posar èmfasi en el parentiu que tenia amb els Ducas, sense oblidar els Comnens, amb preferència sobre el seu origen bastard que el lligava als Àngel. Les úniques fonts documentals medievals que fan servir el cognom Àngel per referir-se a ell són les dels escriptors proclius als Paleòleg, que eren historiadors hostils a ell i a les aspiracions independentistes que primer van posar en perill la unitat de l'Imperi Romà d'Orient i després en reclamaven l'herència de tot el territori imperial.
Es desconeix el lloc del seu naixement; l'única pista fidedigna és l'afirmació de Nicetes Coniata que diu que el 1201 era un "home jove". L'historiador Konstandinos Varzós ha situat el seu naixement vora l'any 1170. La primera dada històrica de la seva vida és del 14 de febrer del 1190, quan ell juntament amb altres membres de la família imperial romana d'Orient van ser ostatges de Frederic I (r. 1152–90) durant la seva travessia cap a l'escenari de la Tercera Croada. Després d'això va servir com a governador (doux i anagrapheus) del tema de Milasa i Melanúdion a l'Àsia Menor durant els darrers anys del primer regnat d'Isaac II, amb el rang de pansebast sebast. Aleix III el va confirmar en el càrrec a la mateixa província, probablement el 1200. Demetrios Polemis, en l'estudi que va fer sobre la família Ducas, afirma que va tornar a ser confirmat en el càrrec per Aleix IV (r. 1203-04), però segons diu Varzós, això és evidentment un error de Polemis. A començaments del 1201, per motius desconeguts, Miquel es va revoltar contra l'emperador. Aleix III va fer una campanya militar contra ell l'estiu del 1201, el va derrotar i el va forçar a cercar refugi a la cort de Süleymanshah II (r. 1196–1204) al Soldanat de Rum. Treballant al servei d'aquest soldà va dirigir algunes expedicions turques que van atacar el territori romà d'Orient per la zona de la vall del Meandre.
Segons Godofreu I de Villehardouin, un dels participants de la Quarta Croada i autor de la crònica Conquête de Constantinople, Miquel va estar present a Constantinoble durant l'ocupació dels croats, potser havent tornat de l'exili en el període que va seguir la deposició d' Aleix III i la restauració d'Isaac II i el seu fill Aleix IV el 1203-04. Llavors Miquel va passar al servei de Bonifaci I de Montferrat, qui va rebre el Regne de Tessalònica en el repartiment del govern que en van fer els croats del nou estat que van anomenar Imperi Llatí. Miquel va acompanyar Bonifaci cap a Grècia quan aquest anava a prendre possessió del territori assignat el setembre del 1204. Encara que, segons Villehardouin, Bonifaci confiava en Miquel, Miquel aviat el va abandonar i va marxar cap a l'Epir on es va instal·lar com a governant autònom i va alçar els grecs de la zona contra el domini del nou Imperi Llatí.

## Establiment com a governant de l'Epir
El procés d'establiment a l'Epir no és clar. A l'hagiografia de santa Teodora d'Arta, escrita a finals del segle xiii, es diu que Aleix III Àngel ja havia nomenat Miquel com a governant del Peloponès i que un tal Senaquereim, que era parent de Miquel per matrimoni (tots dos estaven casats amb unes cosines de la família Melissè), era el governador del tema de Nicòpolis, a l'Epir. Quan els habitants de la regió es van revoltar contra ell, Senaquereim va apel·lar a Miquel i aquest es va desplaçar cap a Nicòpolis, per ajudar-lo, però quan hi va arribar ja se'l va trobar assassinat pels revoltats. Després d'això, Miquel, que era vidu, va prendre com a muller la vídua de Senaquereim i el va succeir com a governador. Aquesta part de l'hagiografia, tot i que existeix l'opinió generalitzada que es tracta d'un text poc fiable pels molts errors que conté, ha estat corroborada pel relat que en fa Villehardouin, el qual diu que Miquel es va casar amb la vídua d'un magnat de la regió. Si bé és cert que Miquel no va ser mai nomenat governador del Peloponès, la referència que a l'hagiografia es fa d'aquesta península ha portat als historiadors moderns a identificar-lo amb el Miquel que va guiar els grecs en la batalla de l'olivar de Cuntures que es va produir en territori de Messènia contra els croats. Altres investigadors han qüestionat aquesta identificació, com Raymond-Joseph Loenertz, que ha suggerit que la suposada marxa de Miquel abandonant l'Epir, territori que encara no tenia assegurat sota el seu control, per anar a una campanya militar al Peloponès hauria estat molt poc probable, ja que hauria deixat l'Epir exposat a un atac de Bonifaci. Loenertz considera que Miquel podria haver comandat una altra expedició cap al Peloponès uns anys més tard, entre el 1207 i el 1209.

## Dèspota de l'Epir
Agafant com a base la ciutat d'Arta, Miquel va començar a expandir el seu control sobre la major part de la regió de l'Epir i l'actual Albània, i va poder establir amb rapidesa un domini independent que abastava les terres des de Dirràquion al nord fins a Naupacte al sud, fent frontera amb el Regne de Tessalònica a l'est, amb la República de Venècia a l'oest, i limitant amb els búlgars i serbis al nord. L'estat creat per Miquel va passar a ser conegut com el Despotat de l'Epir, i es va creure durant molt de temps que ell fou el primer governant de l'Epir que va assumir el títol de dèspota i que li havia concedit el deposat emperador Aleix III després del seu rescat, però de fet ni ell ni el seu germà Teodor van fer servir aquest títol. Va ser el seu fill, Miquel II, qui va portar per primera vegada el títol de dèspota, a partir del 1230, i així consta en les cròniques del segle xiv.

### Acostament a l'Imperi Llatí
Mentre altres estats sorgits al mateix temps que l'Imperi Llatí (l'Imperi de Nicea, l'Imperi de Trebisonda situats a Àsia Menor) s'hi van resistir a aquesta transformació, el Despotat de l'Epir va ser el principal estat que va resistir en territori grec. Per tant, la principal preocupació de Miquel va ser l'amenaça que suposava la unió de l'estat dels croats amb la República de Venècia. En el tractat de repartiment de l'Imperi Romà d'Orient, l'Epir havia estat assignat a Venècia, però de fet els venecians només van ocupar Dirràquion el 1205 i l'illa de Corfú el 1207, mostrant poc interès per la resta del territori de l'Epir. En prevenció d'un possible atac de l'Imperi Llatí, Miquel va encetar negociacions amb el papa Innocenci III, oferint un apropament entre l'Església Ortodoxa sota els seus dominis i l'Església Catòlica.
El papa no li ho va posar fàcil: en una carta datada el 17 d'agost del 1209, li deia que si veritablement era un «servent del papat» com ell afirmava ser, hauria de permetre que l'arquebisbe llatí de Dirràquion tingués accés als seus estats. Si més no, el papa li va veure bona voluntat i la correspondència que van mantenir va servir per guanyar temps. Segons Loenertz, podria ser que en algun moment, Miquel hagués fet algun pagament al Regne de Tessalònica, ja fos com a vassall o per evitar enfrontament armat.
Malgrat aquestes maniobres diplomàtiques, segons es dedueix per algunes cartes adreçades a Innocenci III datades en la tardor del 1210, Miquel va entrar en guerra contra el príncep d'Acaia Jofre de Villehardouin (r. 1209–1229) i els seus barons; les cartes, però, no en donen més detalls. Alguns investigadors han relacionat aquesta referència amb la seva suposada participació com a líder en la batalla dels Olivers o, més plausible, amb una campanya per ajudar el governant assetjat d'Argos i Corint, Leo Sgouros, que estava immobilitzat a la ciutadella de l'Acrocorint per un setge dels croats. Tradicionalment, alguns acadèmics com Karl Hopf i Antoine Bon, havien identificat un tal Teodor, que apareix esmentat com «el senyor d'Argos», successor d'Esgur i líder de la resistència contra els croats, amb el mig germà de Miquel, Teodor. Loenertz, però, insisteix que no hi ha cap evidència per acceptar aquesta identificació, sinó que a més resulta contradictori que en aquella època Teodor, el germanastre de Miquel estava al servei de l'emperador de Nicea, Teodor I Làscaris (r. 1205–1222).
L'estiu del 1209, després que l'emperador llatí Enric I de Flandes (r. 1205–16) sufoqués una revolta dels barons llombards de Tessalònica i s'apropiés del govern del Regne de Tessalònica, Miquel va enviar una ambaixada per proposar-li aliança. Enric malfiava de la sinceritat de Miquel però va li enviar una ambaixada posant les seves condicions, entre les quals hi havia la de declarar-se vassall de l'Imperi Llatí. Miquel, en lloc de fer una declaració directa de submissió, va oferir la mà de la seva filla gran al germà de l'emperador, Eustaci, més un terç de les seves terres com a dot matrimonial. Enric va acceptar i es va signar el tractat de pau al mateix temps que el matrimoni. A començaments del 1210, Miquel va enviar Teodor, bisbe de Tzernikon, i Symeon Kounales, per trobar-se amb el duc venecià de Dirràquion, Marino Vallaresso, i negociar un tractat, el qual es va confirmar amb un jurament el 20 de juny. Amb aquest pacte, Miquel es reconeixia vassall de Venècia, acceptant ser l'administrador feudal de l'Epir, cosa que fou ratificat per escrit pel duc de Venècia Pietro Ziani (r. 1205–29). Miquel garantia als venecians grans privilegis i exempcions fiscals, les mateixes que havien acordat temps enrere amb l'emperador Manuel I Comnè (r. 1143-80), els va prometre també facilitar les exportacions de cereal cap a Venècia i assistir als venecians en cas de naufragi a prop de la costa epirota. Com a símbol de vassallatge, pagaria al duc de Dirràquion un tribut anual de 42 lliures o perpres d'or efectuat en dos pagaments i enviaria anualment dos brocats, l'un per vestir l'altar de la basílica de Sant Marc i un altre per al duc.
En la mateixa època el govern de Miquel va rebre un impuls a la seva legitimació, per haver pagat el rescat de l'emperador Aleix III. Després d'haver estat deposat pels croats el juliol del 1203, Aleix i la seva esposa Eufrosina, van estar voltant per Grècia cercant acolliment però Bonifaci de Montferrat el va capturar. Al començament el va tenir pres amb relatives comoditats però després va caure en desgràcia. Les fonts documentals difereixen sobre si Aleix va provar d'escapar cap als dominis de Miquel i fou capturat en ruta pels cavallers de Bonifaci o si simplement Bonifaci va deixar de veure'l com un perill i veient que no comptava amb el suport de la població va acceptar cobrar un rescat per alliberar-lo. Tampoc hi ha un acord sobre el lloc de la captivitat: mentre uns diuen que estava a Montferrat, altres mantenen que estava a Tessalònica.
Miquel va pagar el rescat per la parella imperial i els va rebre amb cortesia a Salagora, el port d'Arta, però Aleix no hi va romandre gaire temps. Encara refiava recuperar el tron i, deixant enrere la seva esposa, es va embarcar amb Constantí, germanastre de Miquel, cap a Àsia Menor on aniria a demanar suport militar a Kaykhusraw I. L'intent va acabar en derrota, a la batalla d'Antioquia el 1211, en la qual Teodor I Làscaris va matar Kaykhusraw i va fer pres a Aleix. En l'hagiografia de santa Teodora d'Arta es diu que, abans de marxar, Aleix va cedir en herència a Miquel i als seus descendents la possessió dels seus territoris, mentre que a la Crònica aragonesa de Morea, escrita al segle xiv, es diu que Aleix va deixar Miquel com a lloctinent dels territoris a l'oest. A partir d'aquestes referències alguns historiadors van inferir erròniament que Miquel va rebre el títol de dèspota d'Aleix. Lucien Stiernon, secundat per Varzos, ha situat el rescat d'Aleix entre els anys 1206/7. Loenertz, per la seva part, considera que va ser resultat de l'aproximació entre Miquel i l'Imperi Llatí i l'ha situat en l'any 1210, quan els interessos dels llatins per doblegar el creixent poder de Nicea van coincidir amb la intenció de Miquel per pagar un rescat per Aleix i la seva dona.

### Expansió territorial

Expansió territorial del Despotat de l'Epir entre el 1205 i el 1230

Miquel va aprofitar que Enric tenia la seva atenció centrada en una campanya contra l'Imperi de Nicea, per atacar Tessalònica. Va capturar l'agutzil que Enric havia deixat al capdavant dels mercenaris llatins i el baró de Domokos, el llombard Amé Buffa, i un centenar més. Li van retreure que havia estat excessivament cruel amb els seus presoners, ja que en va fuetejar molts i algun va morir, i Buffa, el seu confessor i tres nobles més van ser crucificats. L'exèrcit de Miquel va començar a capturar algunes fortaleses i en va matar els guardians que hi havia, fins i tot els sacerdots. Quan Enric va saber el que estava passant va anar des de Constantinoble fins a Tessalònica en només dotze dies. Miquel, mentrestant es va aliar amb el búlgar Strez, però així i tot fou derrotat per Enric. Podria ser que durant aquesta campanya Enric rebés suport militar dels seus vassalls d'Acaia i això explicaria la referència en la correspondència papal d'uns barons que lluitaven contra Miquel, més creïble que interpretar-ho com una expedició dels epirotes cap al Peloponès.L'emperador llatí va arrabassar les terres de tots dos aliats, però es va veure forçat a acabar aviat la seva contesa i tornar a Constantinoble, que estava sent amenaçada pel búlgar Boril. Enric va deixar Tessalònica a càrrec del seu germà Eustaci i del comte Bertold de Katzenelnbogen, els quals van frenar una altra invasió de Strez, que encapçalava una tropa enviada pel seu germà Boril. Inquietat pels atacs búlgars a Tessalònica, Miquel va canviar de bàndol i es va unir als llatins per derrotar els búlgars a Pelagònia. Es creu que durant aquests conflictes, Miquel va donar per acabada la seva relació de vassallatge cap a l'Imperi Llatí; tanmateix l'historiador Philip Van Tricht ha fet notar que no hi ha fonts documentals que corroborin aquesta afirmació i que el vassallatge va continuar fins al 1217, quan el germà de Miquel, Teodor, va capturar l'emperador llatí, Pere II de Courtenay, a prop de Dirràquion.
En algun moment entre el 1210 i el 1214, segons es diu a la Crònica de Galaxeidi, Miquel va entrar en conflicte amb el senyor de Salona, Tomàs I d'Autremencourt. Quan aquest senyor va ocupar algunes illes del golf corinti que hi ha al davant de la ciutat de Galaxeidi, els habitants d'aquesta van apel·lar Miquel perquè els defensés. En la batalla que va seguir Tomàs va morir i Salona (actual Amfissa) va passar sota control epirota. El govern de Miquel en aquesta zona va durar poc, ja que el fill d'Autremencourt, Tomàs II, va recuperar el senyoriu. El 1212, les seves tropes van envair Tessàlia i van enderrocar la resistència dels nobles llombards que hi havia. Els epirotes van prendre Larissa, allà van deposar l'arquebisbe llatí i van restaurar l'antiga seu ortodoxa a la ciutat de Velestino, el feu de Berthold de Katzenelnbogen, i van ocupar tota la costa del golf de Pagasitikós, a Demètries. Els nous territoris van ser confiats al gendre de Miquel, Constantí Maliassè com a apanatge hereditari.
Poc després, probablement el 1213, Miquel va prendre Dirràquion als venecians i el 1214 es va apoderar de Corfú. Es coneixen pocs detalls d'aquests esdeveniments i, atès que els historiadors proclius a l'Imperi de Nicea el van menystenir, les seves conquestes van ser generalment ignorades en les cròniques. Segons es diu a la tradició de Corfú, el castell anomenat Angelokastro fou construït en temps de Miquel. Miquel va continuar pressionant cap al nord, intentant conquerir Albània i Macedònia, va prendre Croia i va acabar amb la independència del principat d'Arbanon i del seu governant, Dimitri Progoni, però el seu intent d'ocupar Zeta es va veure frenat pels serbis a Skadar.

### Mort i llegat
Miquel no va viure més enllà d'aquests èxits: a finals del 1214 o el 1215 va ser assassinat per un criat anomenat Rhomaios mentre dormia a Velegrada, i es desconeix si ho va fer per pròpia motivació o per encàrrec. Com que l'únic fill que li va sobreviure era il·legítim i menor d'edat, fou succeït pel seu germanastre Teodor.
Miquel va deixar a la posteritat els fonaments d'un nou estat i va iniciar una dinastia, els Comnens–Ducas, que governarien l'Epir fins al 1318, quan la família Orsini en va prendre el relleu. Alguns membres de la dinastia també van ser governants de Tessàlia i, durant un temps, van reclamar el títol imperial com a hereus del tron de Tessalònica del 1224 fins a la seva captura pels nicens el 1246. Sembla que al llarg de la seva vida Miquel fou un governant estimat pels seus súbdits; el bisbe metropolità de Naupactus, Joan Apokaukos, el va lloar referint-se a ell com "el nou Noè", al costat del qual els fugitius víctimes del cataclisme creat a la zona pels croats, hi van trobar refugi. Apokaukos també el va elogiar per haver tornat a fundar la ciutat de Ioànnina i haver-la fortificat, on des de llavors i per honorar-lo van triar l'arcàngel Miquel com a patró de la ciutat.

## Matrimonis i descendència
La identitat exacta de l'esposa o esposes de Miquel és desconeguda. Segons l'hagiografia de santa Teodora d'Arta, es va casar dues vegades. La seva primera esposa era una dama pertanyent a la família aristocràtica Melissè, la qual va morir en data desconeguda. La cosina d'aquesta esposa, també membre dels Melissè, es va casar amb el governador de Nicòpolis, Senaquereim. Miquel va venjar l'assassinat de Senachereim i es va casar amb la seva vídua. Malgrat la desconfiança que ha despertat aquesta hagiografia, aquesta dada ha estat parcialment confirmada per la crònica de Villehardouin. Per ser aquesta segona esposa cosina de la primera, el matrimoni a ulls de l'església es va considerar no canònic, cosa que van remarcar els historiadors que li eren hostils i podria ser que la "concubina" que les cròniques esmenten com la mare del seu fill Miquel II fos en realitat la seva segona esposa.
Miquel va tenir cinc fills, tres amb la primera esposa i dos amb la segona o la concubina:
- Una filla de nom desconegut que el 1209 es va casar amb Eustaci, germà de l'emperador llatí Enric de Flandes.[56][57]
- Teodora Comnena Ducena, només esmentada breument per Demetrios Chomatianos el 1216.[56][57]
- Constantí Comnè Ducas, esmentat només al text llatí del tractat del 1210 amb Venècia, on era nomenat successor del seu pare; probablement va morir abans que el pare.[56][57]
- Maria Comnena Ducena, que es va casar amb Constantí Maliasenos.[56][57]
- Miquel II Comnè Ducas, esmentat com a fill il·legítim, que va ser governant de l'Epir des del 1230 fins a la seva mort vers el 1268 i va ser el primer a portar el títol de dèspota de l'Epir.[56][58]